# Travel Channel
Travel Channel (stylisé Travel Channel depuis 2018) est une chaîne américaine de télévision par câble et par satellite appartenant à Warner Bros. Discovery, à qui elle appartenait auparavant de 1997 à 2007. La chaîne a son siège à Chevy Chase, dans le Maryland.

## Identité visuelle (logo)

2000-2005
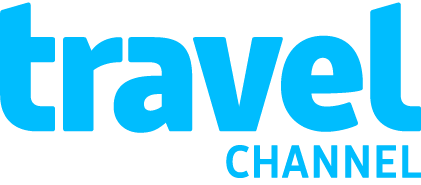
2005-2008
2008-2010
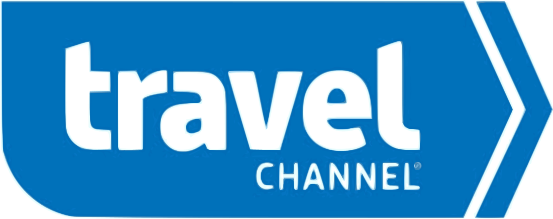
2010-2018
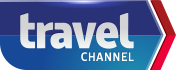
2018-